# Roberto Flores Prieto
Roberto Flores Prieto (Barranquilla, Colombia, 1971) es un guionista y escritor colombiano conocido por su trabajo en cine y televisión. Es reconocido por su trabajo como director en Ruido Rosa y el guion en la película Chapo: el escape del siglo (2016), que retrata el famoso escape de Joaquín Guzmán Loera, más conocido como "El Chapo". Además, ha trabajado en varios proyectos dentro de la industria cinematográfica.

## Biografía
Roberto Flores Prieto proviene de una familia de artistas. Su padre fue escritor, su madre libretista de televisión y publicista. Además, tiene una hermana fotógrafa, otra poeta y un hermano pintor.
comenzó sus estudios en Bogotá y, en 1986, completó su formación en la Escuela Internacional de Cine y Televisión de San Antonio de los Baños, Cuba. 
Roberto Flores Prieto proviene de una familia de artistas. Su padre fue escritor, su madre libretista de televisión y publicista. Además, tiene una hermana fotógrafa, otra poeta y un hermano pintor.
"A pesar de que yo ya había estudiado cine y fotografía, hubo un momento en el que pensaba que podía estudiar literatura pero cuando llegué a Cuba pude decir, verdaderamente, que no había marcha atrás". 
Roberto Flores Prieto inició su carrera profesional en el canal regional Telecaribe (Colombia), donde participó en la producción de dos documentales sobre el pintor Ángel Lockhart y el fotógrafo Nereo López. Además, tuvo participación en comerciales de televisión. Actualmente, dirige el programa infantil Waldo y los Numerolocos, que es producido por el canal Señal Colombia y la Fundación Universidad del Norte de Barranquilla, así como el magazín Travelling para Telecaribe (Colombia).

## Obras Notables
La obra de Roberto Flores Prieto como director incluye varios largometrajes y documentales. Entre ellos, destaca Heridas (2006), seleccionado en la Selección Oficial del Festival Internacional de Cine de Río de Janeiro en 2008. Su documental La Hija de la Luz (2010) ganó el DocTV Colombia 2009 y fue nominado a los premios India Catalina del Festival Internacional de Cine de Cartagena de Indias en la categoría de documental.
En el ámbito de la ficción, dirigió Cazando luciérnagas (2013), una película ganadora del Fondo para el Desarrollo Cinematográfico (FDC), que fue seleccionada en más de siete festivales internacionales.
Ruido rosa (2015), su tercer largometraje, le valió el premio a Mejor Director en la Competencia Oficial Cine Colombiano del FICCI 55. La película participó en el Festival Internacional de Cine de Shanghái y en el Festival Internacional de Cine de Karlovy Vary, en República Checa. Su cuarto largometraje, Vivo en el limbo, fue producido por Dago García Producciones para el Canal Caracol.
Actualmente, Flores Prieto trabaja en varios proyectos junto al guionista Carlos Franco, incluyendo El Paraíso y Tan lejos como puedas, ambos premiados por el Fondo de Desarrollo Cinematográfico en la categoría Desarrollo de guion.

## Películas
| Año  | Título                  | Acreditado como | Acreditado como | Acreditado como | Acreditado como     | Acreditado como     |
| Año  | Título                  | Director        | Guionista       | Productor       | Productor ejecutivo | Notas               |
| ---- | ----------------------- | --------------- | --------------- | --------------- | ------------------- | ------------------- |
| 2006 | 2600 metros             | Sí              | Sí              | Sí              |                     |                     |
| 2008 | Heridas                 | Sí              | Sí              | Sí              |                     |                     |
| 2010 | La Hija de la Luz       | Sí              | Sí              |                 |                     |                     |
| 2010 | Maquillaje para ciegos  |                 | Sí              | Sí              |                     |                     |
| 2013 | Cazando luciérnagas     | Sí              | Sí              | Sí              |                     |                     |
| 2014 | Ruido Rosa              | Sí              | Sí              | Sí              |                     |                     |
| 2015 | Vivo en el Limbo        |                 | Sí              |                 |                     |                     |
| 2017 | Antes de la Fiesta      |                 | Sí              |                 |                     | 3 episodios         |
| 2021 | Hombres de Dios         | Sí              | Sí              |                 |                     | 1 episodio          |
| 2010 | Para Español Marque 1   |                 |                 | Sí              |                     |                     |
| 2010 | Cerrando Heridas        |                 |                 | Sí              |                     |                     |
| 2012 | Arte & Parte            |                 |                 | Sí              |                     | Productor ejecutivo |
| 2013 | Travelling              | Sí              |                 |                 |                     | 2 episodios         |
| 2016 | Waldo y los Numerolocos | Sí              |                 |                 |                     | 4 episodios         |